# Polydesmus margaritiferus
Polydesmus margaritiferus är en mångfotingart som beskrevs av Joseph Fortuné Théodore Eydoux och Paul Gervais. Polydesmus margaritiferus ingår i släktet Polydesmus och familjen plattdubbelfotingar. Inga underarter finns listade i Catalogue of Life.